# Zaprionus spinipilus
Zaprionus spinipilus är en tvåvingeart som beskrevs av Chassagnard och Mcevey 1992. Zaprionus spinipilus ingår i släktet Zaprionus och familjen daggflugor. Inga underarter finns listade i Catalogue of Life.